# لینکلن (داکوتای شمالی)
لینکلن(به انگلیسی: Lincoln) شهری در ایالت داکوتای شمالی کشور ایالات متحده آمریکا است که جمعیت آن در سرشماری سال ۲۰۱۰ میلادی، ۲٬۴۰۶ نفر بوده‌است.